# Рен, Кристофер
Сэр Кри́стофер Рен (англ. Christopher Wren; 20 (30) октября 1632, Ист-Нойл, Уилтшир, Англия — 25 февраля (8 марта) 1723, Лондон, Англия) — английский математик, учёный-физик, астроном, геометр и анатом, архитектор, который перестроил центр Лондона после «Великого пожара» 1666 года. Он отвечал за восстановление пятидесяти двух церквей в лондонском Сити и построил знаменитый Собор Святого Павла на Лудгейт-Хилл, завершённый в 1711 году.
Рен был создателем одного из национальных стилей английской архитектуры конца XVII — начала XVIII века, — так называемого реновского классицизма с элементами барокко, характерного для «стиля королевы Анны» и раннегеоргианского периода культуры Великобритании.
Кристофер Рен был основателем Лондонского королевского общества и занимал пост его президента с 1680 по 1682 год. Его научная работа была высоко оценена Исааком Ньютоном и Блезом Паскалем.

## Биография

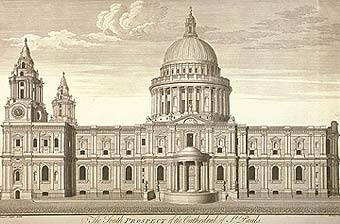
Собор святого Павла в Лондоне. Проект. Окончательный вариант. 1675

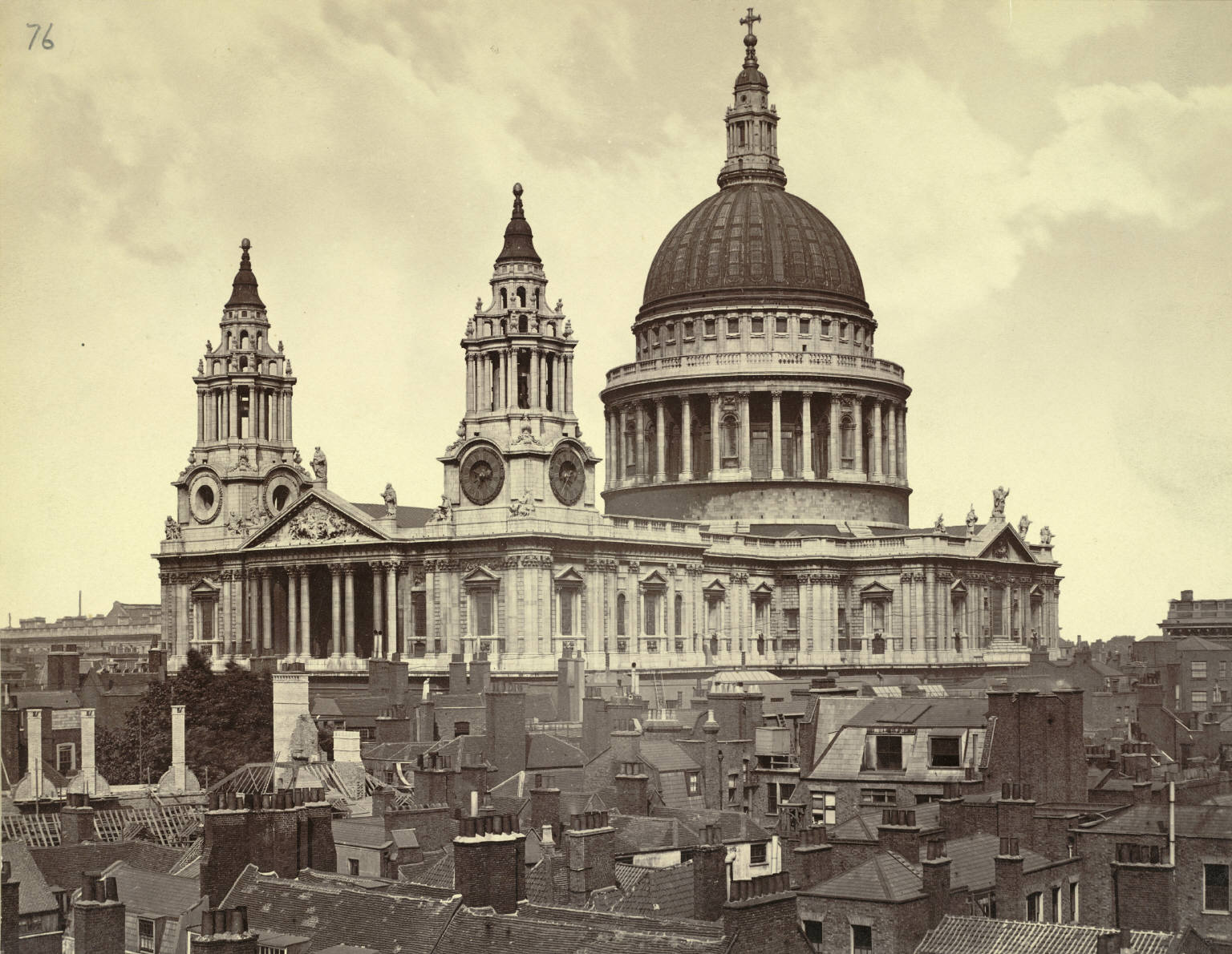
Собор Святого Павла. Фотография 1880-х гг.

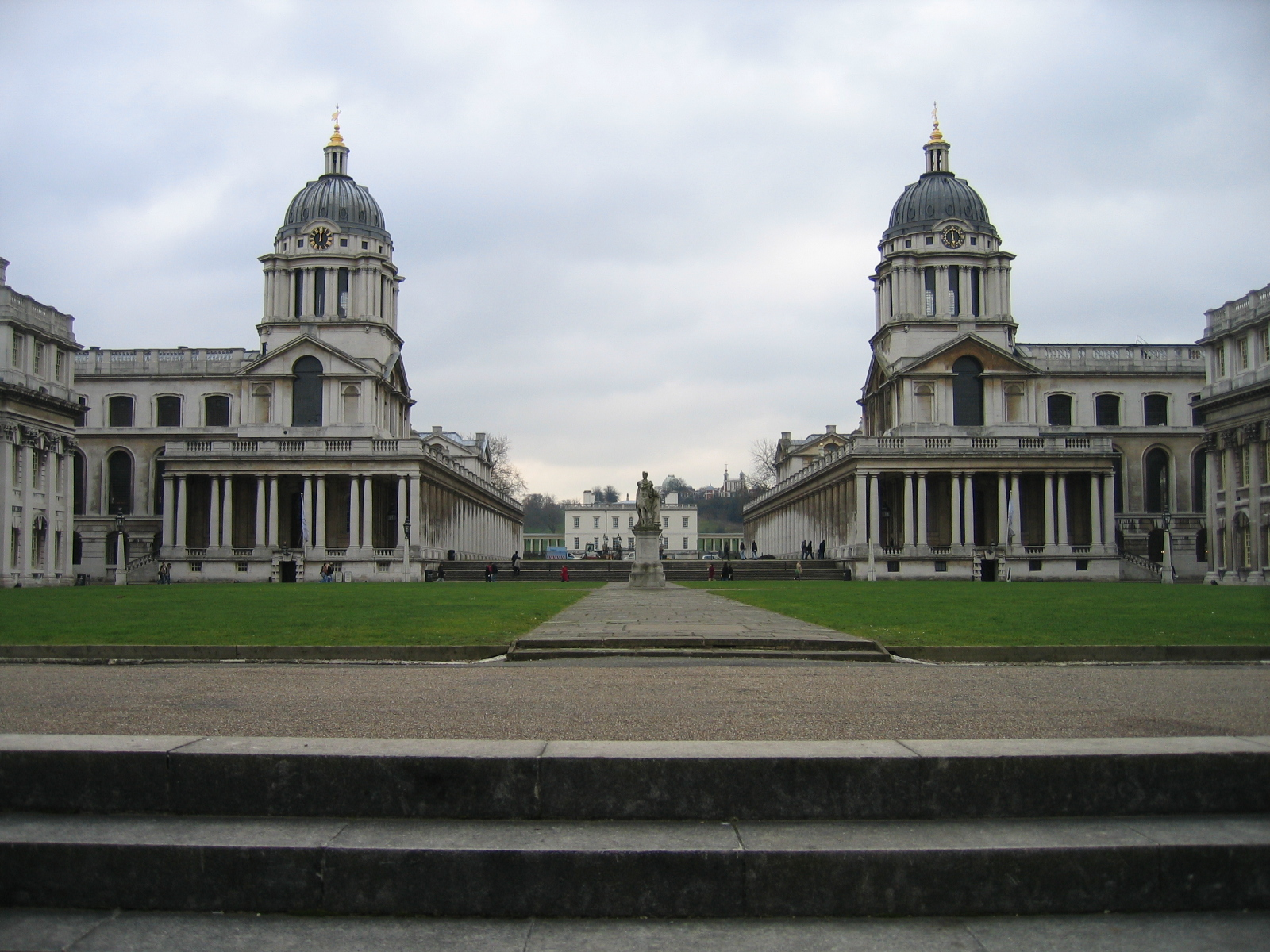
Морской госпиталь в Гринвиче. 1699—1702

Кристофер Рен родился в Ист-Нойле в Уилтшире и был единственным выжившим сыном местного епископа Кристофера Рена Старшего (1589—1658) и Мэри Кокс. Кристофер Старший был в то время ректором колледжа Ист-Нойла, а затем деканом Виндзора. Сын учился в Вестминстерской школе между 1641 и 1646 годами. 25 июня 1650 года Кристофер Рен поступил в Уодхэм-колледж в Оксфорде, где изучал латынь и труды Аристотеля, через два года получил степень магистра гуманитарных наук.
Получив образование в области латыни и аристотелевской физики в Оксфордском университете, в 1657 году Рен был назначен профессором астрономии в Грешем-колледже в Лондоне. В 1661 году был избран профессором астрономии в Оксфорде, а в 1669 году назначен инспектором работ при короле Карле II. С 1661 по 1668 год жизнь Рена протекала в Оксфорде, хотя посещение научных собраний Королевского общества требовало периодических поездок в Лондон.
Научные работы Кристофера Рена охватывали широкий круг научных проблем того времени от астрономии и оптики, проблем определения долготы на море, космологии, механики, микроскопии, геодезии, медицины и метеорологии. Рен наблюдал, измерял, анализировал, строил модели, изобретал и улучшал множество инструментов. Например, для создания перспективных рисунков он исследовал технику шлифовки конических линз и зеркал.
Рен занимался исследованиями и решениями многих вопросов математики, астрономии и механики, которыми интересовались современные ему учёные Христиан Гюйгенс и Блез Паскаль; таковы вопросы о спрямлении дуги циклоида, квадратуры и кубатуры образуемых ей площадей и тел вращения, вопросы о свойствах маятника, о силах, удерживающих планеты на их орбитах. Одновременно с математиком Джоном Валлисом и Гюйгенсом он предложил решение вопроса о соударении вполне упругих шаров, центры которых движутся по одной прямой. Кроме того, он занимался вопросами кораблестроения, сопротивления жидкости движению плавающего в ней тела, механикой вёсел и парусов.
Занятия математическими науками шли у Кристофера Рена рука об руку с трудами по естествознанию, по части которого им были изданы рисунки к сочинению Джона Валлиса об анатомии мозга. Он был одним из основоположников инфузионной терапии, в 1665 году Реном были опубликованы труды по опытам о введении животным внутривенно различных растворов с использованием птичьих перьев.
Рен уехал в Париж в июле 1665 года в свою первую и единственную поездку за границу. Во Франции архитектор столкнулся с архитектурной средой, тесно связанной с идеалами итальянского Возрождения. Рен также познакомился с гением итальянского барокко Джованни Лоренцо Бернини, который, уже признанный современниками величайшим художником столетия, гостил в то время в Париже. И хотя влияние творчества выдающегося итальянца на проекты Кристофера Рена было опосредовано ранее опубликованными планами и гравюрами, их встреча, несомненно, повлияла на дальнейшее развитие английской архитектуры. Вероятно, примерно в это же время сэр Кристофер Рен был вовлечен в реконструкцию обветшавшего старого Собора Святого Павла в Лондоне. Он консультировал реставраторов, разработал проекты капеллы Пемброк-колледжа в Кембридже и Шелдонского театра в Оксфорде.
Однако в 1666 году «Великий лондонский пожар» уничтожил две трети города. Рен представил свои планы королю Карлу II, но они в целом так и не были приняты. С назначением в 1669 году королевским инспектором работ Рен участвовал в общем планировании города. Однако за восстановление пятидесяти двух церквей в лондонском Сити c 1711 года он отвечал лично, многие из этих церквей он проектировал сам.
Кристофер Рен был посвящен в рыцари 14 ноября 1673 года. Эта честь была ему оказана после его отставки с кафедры в Оксфорде, к тому времени Рен уже зарекомендовал себя как архитектор на службе короны.
Кристофер Рен был известным в Европе масоном. По крайней мере одна из четырёх масонских лож (Вторая Ложа древностей), основавших Великую ложу Англии в 1717 году, сообщала, что Рен был её Досточтимым Мастером ложи «Изначальных» № 1, ныне носящей название ложа «Древних» № 2. Название было принято 18 мая 1691 года.
Согласно легенде, «масонская кувалда» XVIII века с надписью 1827 года, принадлежащая Ложе, использовалась Реном для закладки фундамента собора Святого Павла. Ныне она выставлена в Библиотеке и Музее масонства в Лондоне.
По легенде XIX века, Кристофер Рен часто ездил в Лондон, чтобы посетить собор Святого Павла и проверить, как продвигается «моя величайшая работа». Во время одной из таких поездок в Лондон в возрасте девяноста лет архитектор простудился, и 25 февраля 1723 года слуга, пытавшийся разбудить Рена, обнаружил, что он умер во сне.
Сэр Кристофер Рен был похоронен 5 марта 1723 года. Его тело было помещено в юго-восточном углу крипты собора Святого Павла. Там же установлен памятник. Простая каменная табличка была написана старшим сыном и наследником Рена, Кристофером Реном Младшим. Надпись, которая вписана в круг из чёрного мрамора на первом этаже храма под центром купола, гласит:
SUBTUS CONDITUR HUIUS ECCLESIÆ ET VRBIS CONDITOR CHRISTOPHORUS WREN, QUI VIXIT ANNOS ULTRA NONAGINTA, NON SIBI SED BONO PUBLICO. LECTOR SI MONUMENTUM REQUIRIS CIRCUMSPICE Obijt XXV Feb: An°: MDCCXXIII Æt: XCI.
Эта замечательная эпитафия переводится следующим образом: «Здесь в её основании лежит архитектор этой церкви и города Кристофер Рен, проживший свыше девяноста лет не для собственной выгоды, а для общественного блага. Читатель, если ты ищешь ему памятник — оглянись. Умер 25 февраля 1723 г. в возрасте 91 года».

## Кристофер Рен — архитектор
Согласно «комиссии», полученной Реном после пожара Лондона 1666 года, выдающийся архитектор выработал несколько идей. По одной из них здания в центре города следовало строить на расстоянии друг от друга, с кровлями из сланца во избежание дальнейших пожаров. План застройки Лондона не был осуществлён полностью, но удалось создать несколько площадей. По проектам Рена в Лондоне построили пятьдесят одну приходскую церковь, из них четыре в неоготическом стиле. Церкви в стиле классицизма имели разработанную Реном типовую композицию: один неф и башня со шпилем на западном фасаде.
Эта схема, в частности, послужила одним из источников композиции Петропавловского собора в Санкт-Петербурге. Известно, что в январе 1698 года, в ходе первого путешествия Петра I за границу, русский царь посетил Англию и встречался с Кристофером Реном в Лондоне. Мотив башни со шпилем часто повторяется и в английской и в русской архитектуре периода «петровского барокко». Наибольшее сходство с собором в Санкт-Петербурге имеют две церкви Рена: Сент-Мэри-ле-Боу и Сент-Мартин (1677—1684).
В 1673 году на Кристофера Рена было возложено другое важное предприятие — сооружение в Лондоне нового собора Святого Павла. Колоссальный храм, заложенный в 1675 году и законченный в 1711 году, — главное произведение Рена, увековечившее его имя.
Собор Святого Павла представляет собой уникальное сооружение. Он строился 36 лет, и не повторяет ни один из храмов мира, хотя и задумывался как символ противостояния англиканской церкви римско-католическому миру с его главным храмом — собором Святого Петра в Ватикане, о чём косвенно свидетельствует «перекличка» имён святых покровителей римского и лондонского храмов. Архитектурный стиль собора в целом атрибутируют как «барочный классицизм». Король Карл II, при котором началось строительство храма, скончался в 1685 году и основное строительство велось при королеве Анне (1702—1707). Поэтому и архитектурный стиль того времени, в котором соединились классицистические и барочные влияния, в английской историографии часто именуют «стилем королевы Анны». Перед собором на площади установлен памятник королеве.
Старый собор был разрушен пожаром 1666 года. В 1711 году Рен был назначен в Комиссию по строительству новых церквей. Однако проект Собора показался королю Карлу II слишком скромным и вызвал критику со стороны коллег архитектора. В 1712 году в рукописи было распространено «Письмо касательно проекта» (Тhe Letter Concerning Design) Энтони Эшли Купера, третьего графа Шефтсбери. Предлагая новый «британский стиль архитектуры», Шефтсбери осудил собор Рена и «его устаревший вкус» (Рен был скован требованиями «соборной базиликальной формы», желаемой англиканским духовенством). Кристофер Рен ответил своим критикам, создав другой проект в виде деревянной модели, названный «Великая модель», частично основанный на проекте собора Святого Петра Микеланджело, который был принят королём, и строительство началось в ноябре 1673 года. В 1675 году Рен переработал проект и предложил третий, «Ордерный план», в котором нашёл компромиссное решение: "Он возвёл над базиликальным телом собора грандиозный купол, который опирается на барабан, окружённый колоннадой, напоминающей ту, что придумал Браманте для собора Святого Петра. Купол Рена объединил все элементы композиции здания и подчинил себе его массу.
Новая композиция отличается тем, что соединила в себе традиции северной романо-готической архитектуры (удлинённый неф и две симметричные башни западного фасада), элементы стиля барокко (слабо выраженный трансепт, сдвоенные колонны двухъярусного портика фасада и «римский купол» над средокрестием) и элементы классицизма, особенно заметные в стремлении архитектора сохранить центрическое пространство в интерьере.
Лондонский собор имеет широкий продольный неф, обширное, похожее на зал, подкупольное пространство и трёхнефный хор. В процессе проектирования Рен взял за основу так называемую французскую схему: тип центрического крестово-купольного храма, «греческие» портики и «римский купол». Всё это архитектор смешал, как он сам определил, «для разнообразия». Собор имеет нартекс (вестибюль) с двумя симметричными капеллами по сторонам и тройной неф. Трансепт завершён полукружиями капелл. Огромный купол на колонном барабане возносит крест на высоту 111 м (высота креста ватиканского храма 142 м).
«Барочный классицизм» Кристофера Рена эклектичен. Довольно странно выглядят двухъярусные «греко-римские портики» с фланкирующими их романо-готическими башнями, ярусы которых также обработаны по-барочному. Двухъярусные портики, купол и внутреннее пространство лондонского собора по мнению многих специалистов инспирированы не архитектурой римского барокко, а также эклектичными французскими образцами: композицией церкви Валь-де-Грас (1646) и церкви Сорбонны (1635—1642) Жака Лемерсье и церкви Дома инвалидов (1693—1706) Жюля Ардуэн-Мансара. Эти церкви Кристофер Рен видел в Париже.
Огромное средокрестие венчается куполом, внутреннюю поверхность которого Рен предполагал украсить мозаиками, но в итоге купол расписал техникой гризайль академический живописец Джеймс Торнхилл (1716—1719). Восемь композиций изображают эпизоды из жизни Св. Апостола Павла. «Барочно-академический вкус» этих росписей уже в то время вызывал критику и даже насмешки.

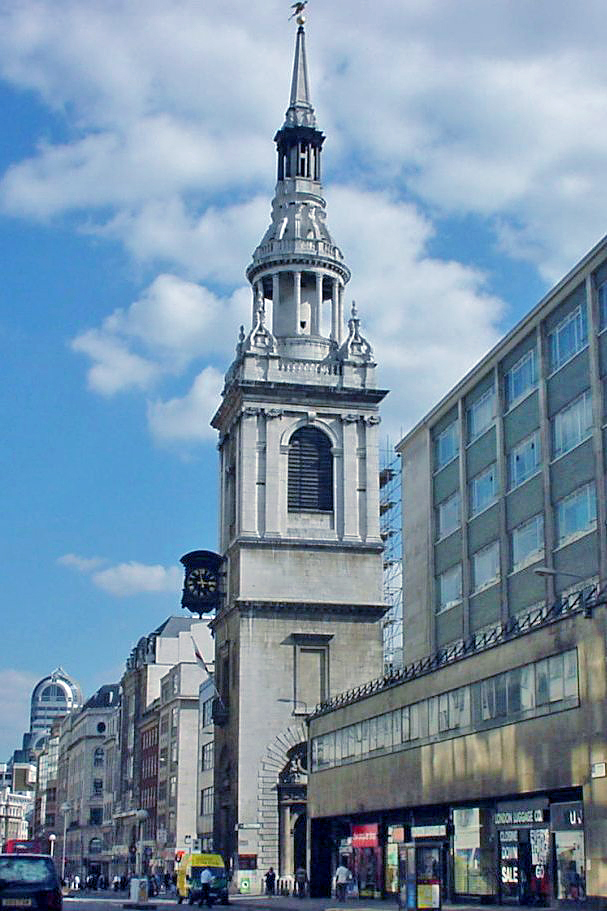
Церковь Сент-Мэри-ле-Боу в Лондоне. 1671—1680
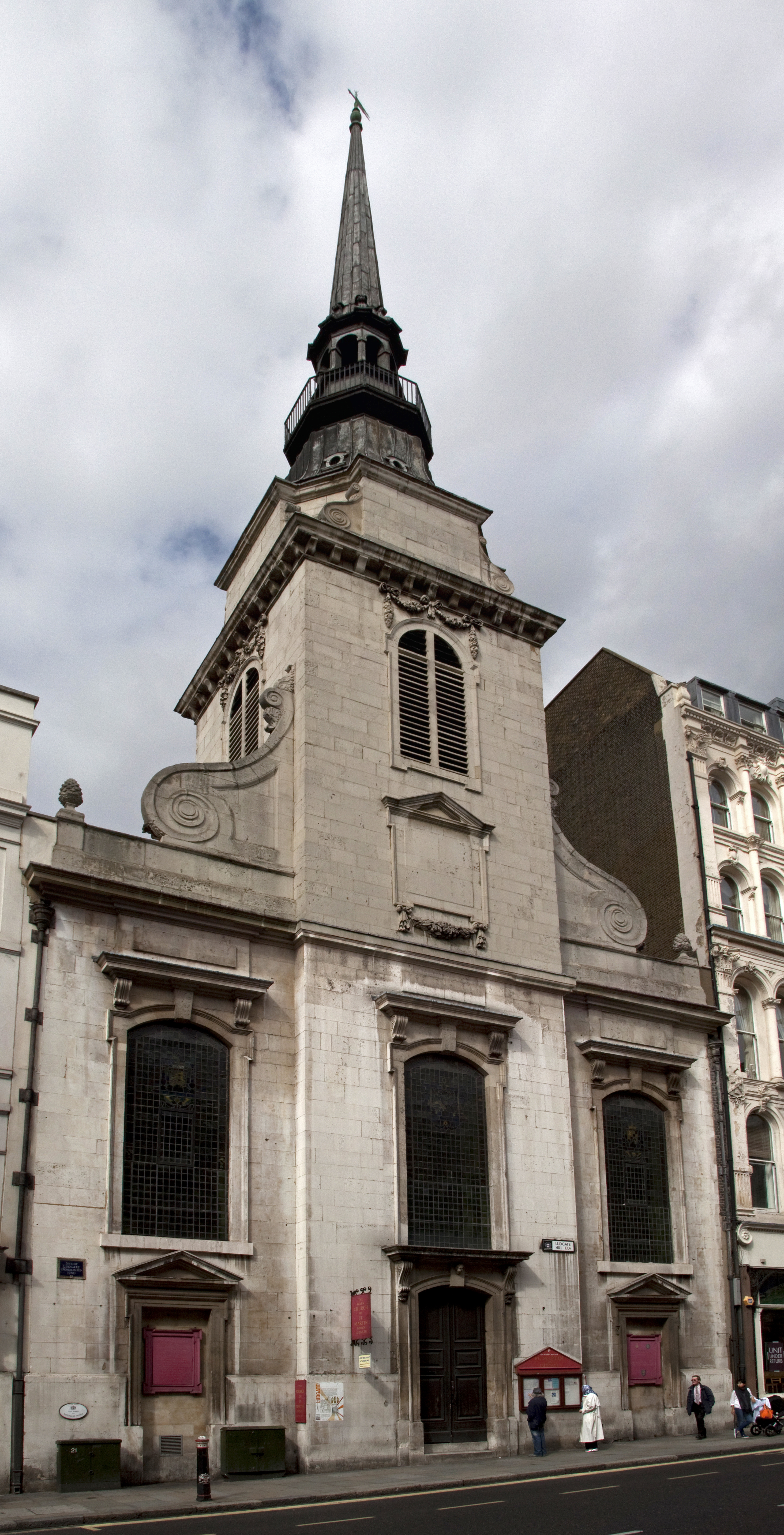
Церковь Сент-Мартин в Лондоне. 1677—1684
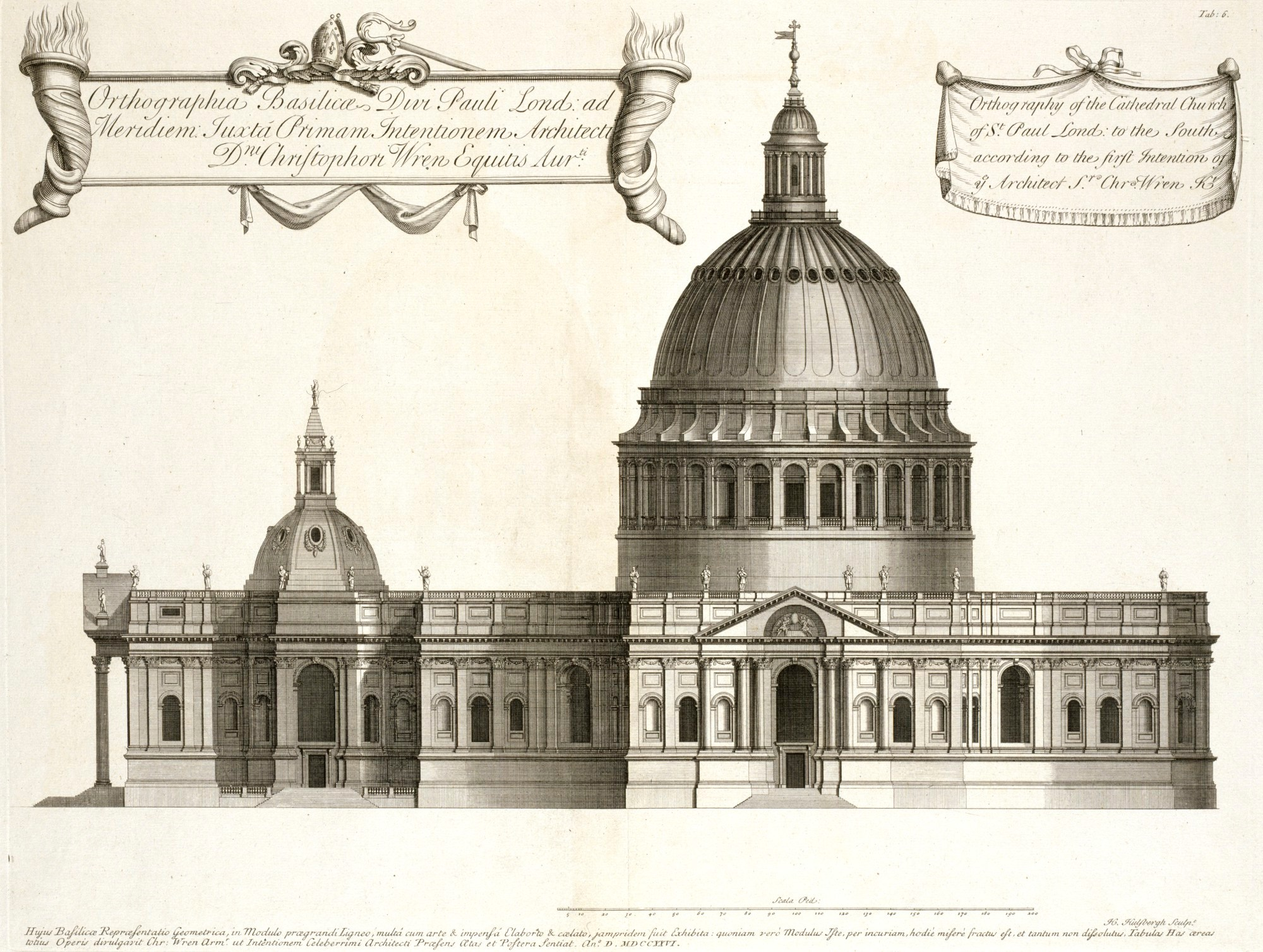
Собор Святого Павла в Лондоне. Проектный вариант «Великая модель». 1672
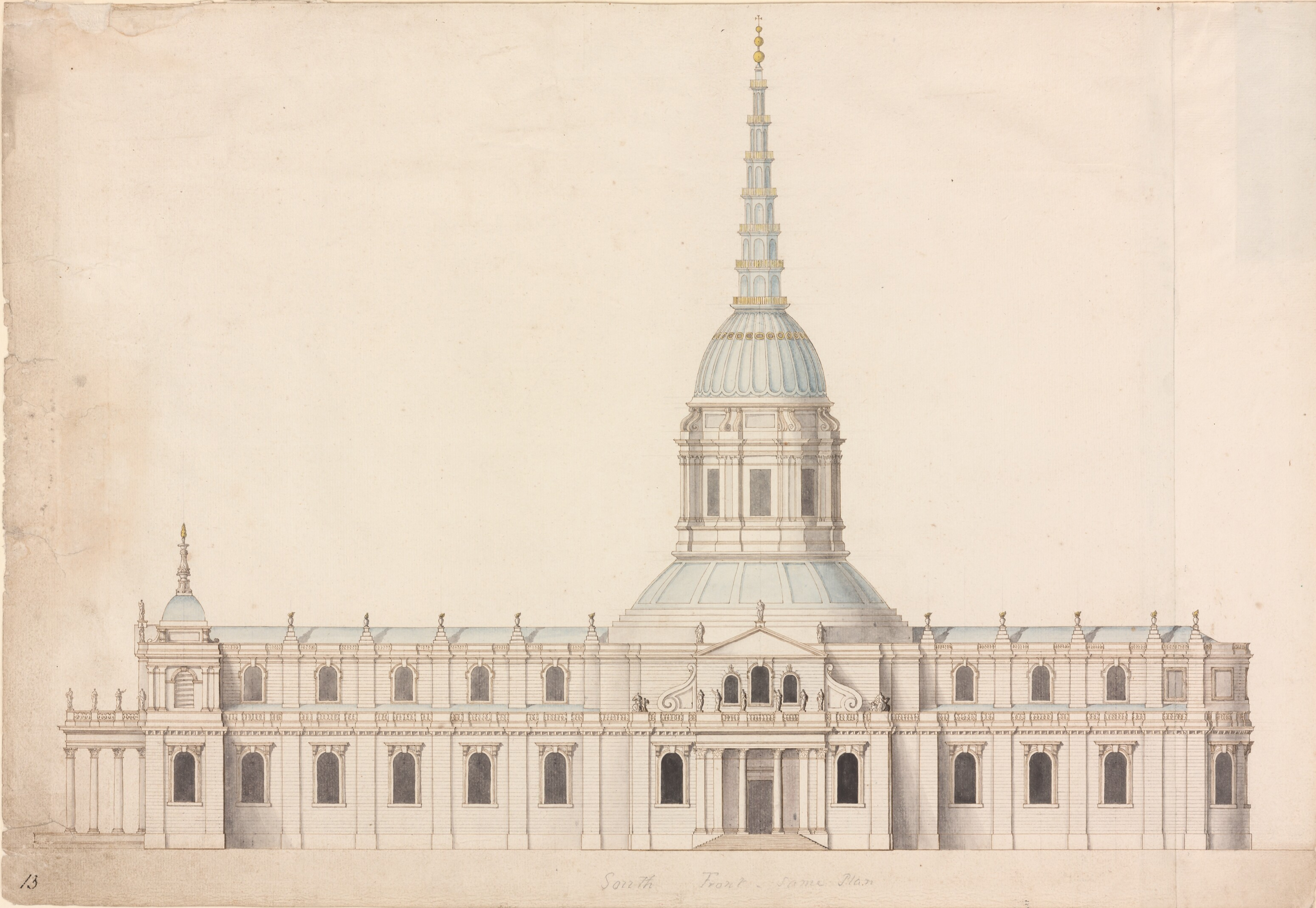
«Ордерный вариант» проекта собора. 1674
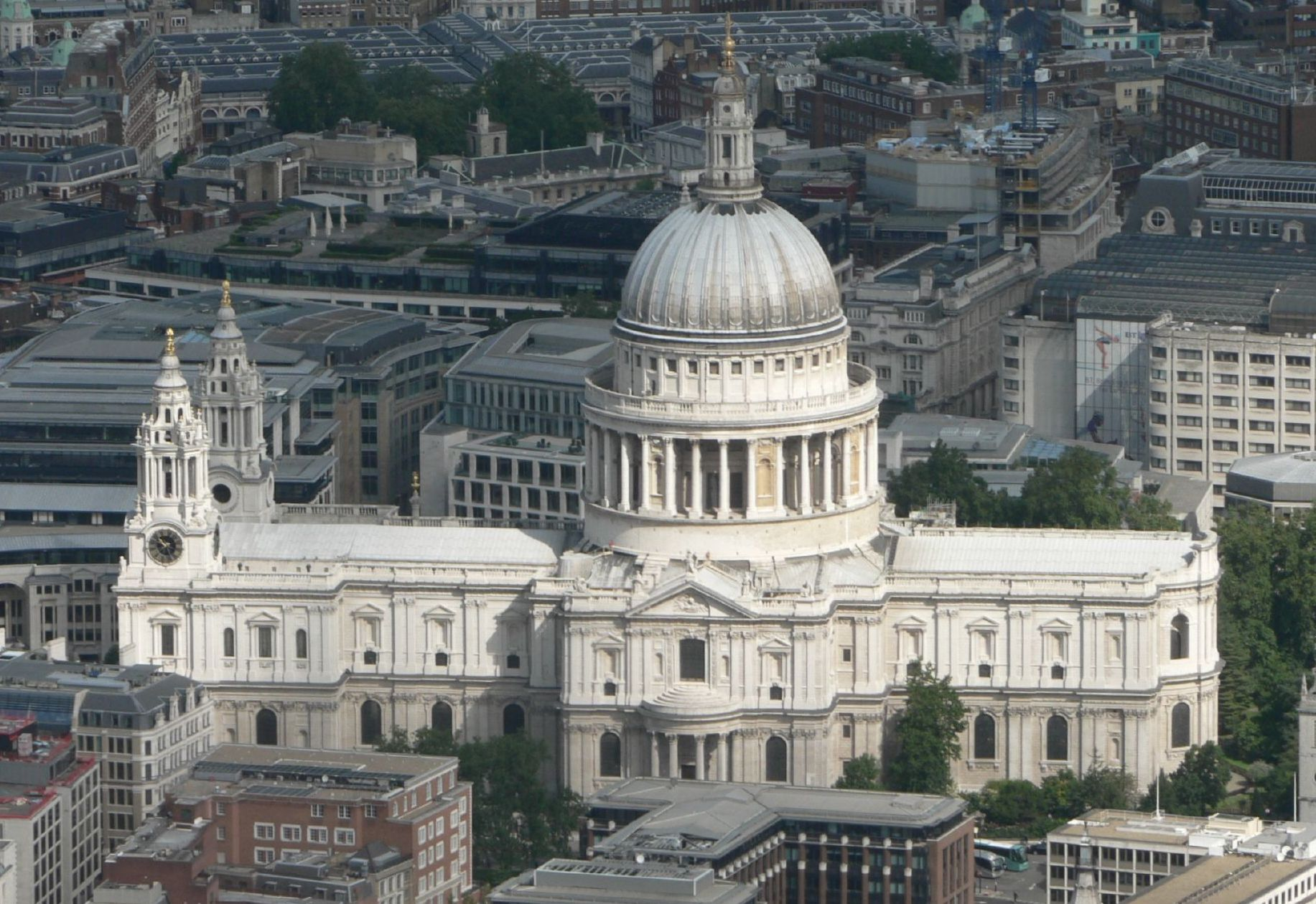
Общая композиция храма
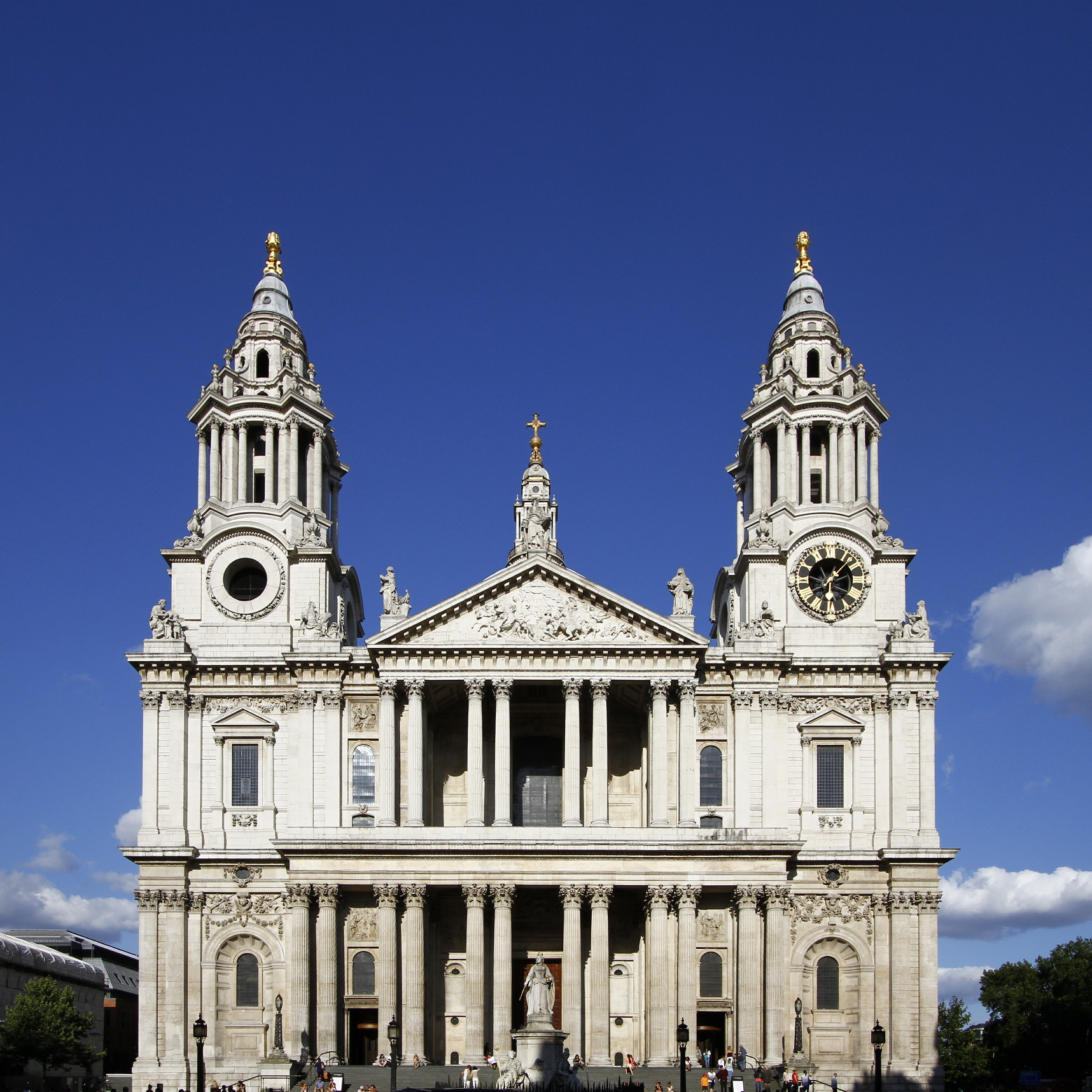
Западный фасад
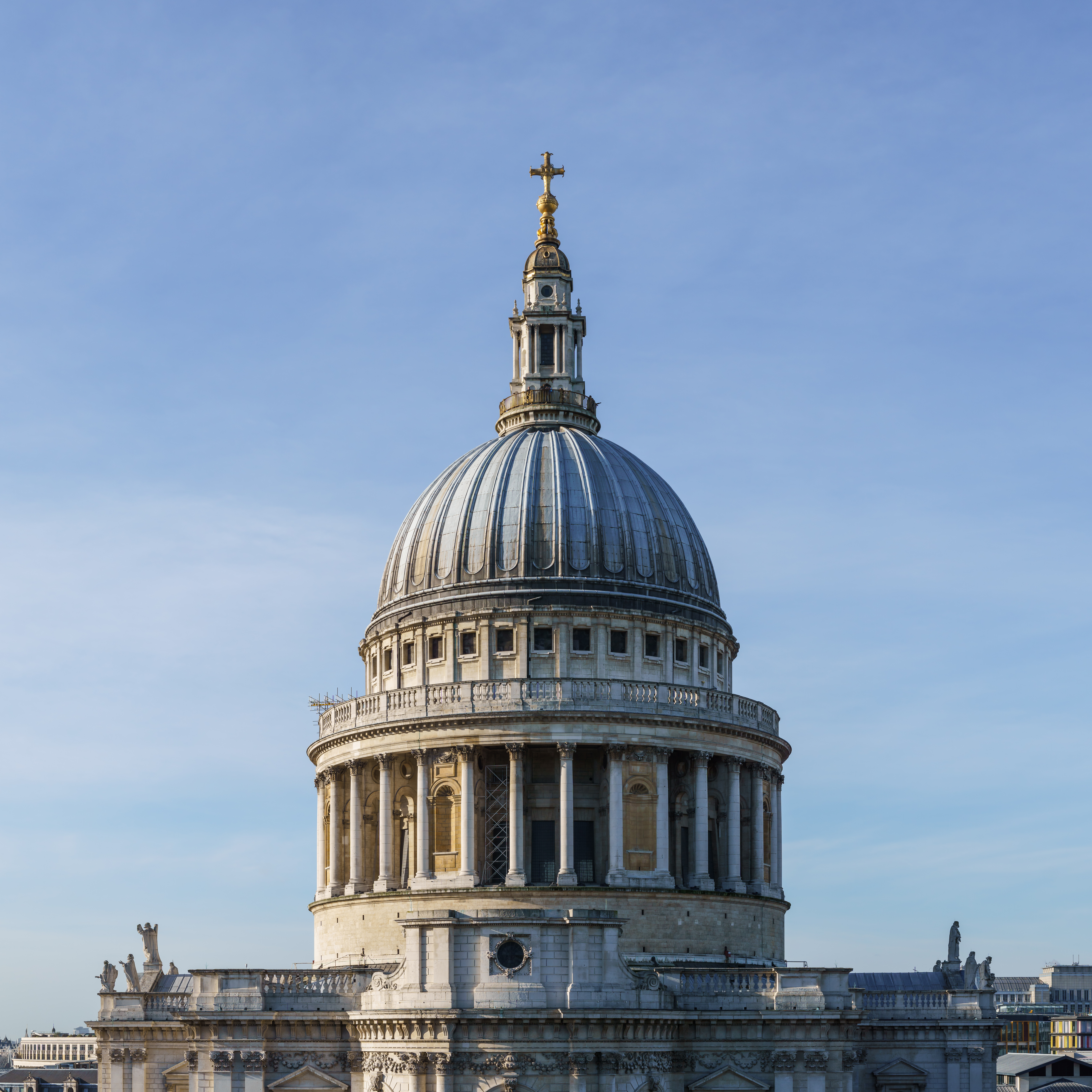
Купол
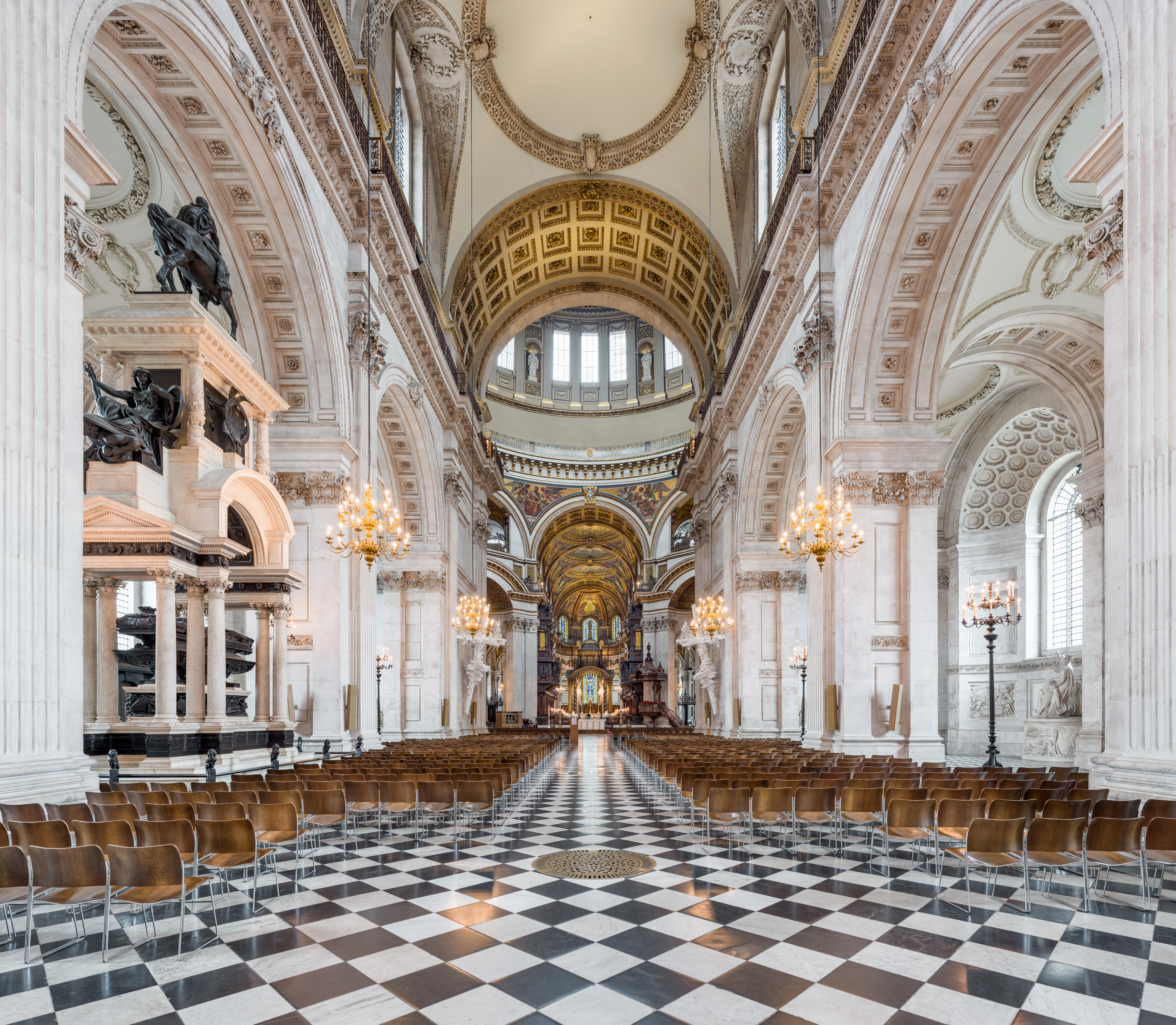
Интерьер главного нефа

Кроме собора Святого Павла и малых лондонских церквей к числу сооружений Кристофера Рена относятся так называемый «Лондонский монумент» — колонна высотой в 61,57 м, воздвигнутая в память «Великого лондонского пожара 1666 года», церковь Святого Стефана в Уолбруке, в Лондоне, Мальборо-хаус, королевский и епископский дворцы в Винчестере, Королевская обсерватория (1675—1676), госпитали (военный в Челси и морской в Гринвиче), «Реновская библиотека» (Wren Library) Тринити-колледжа в Кембридже (1676—1695), новый корпус загородного дворца английских королей Хэмптон-Корт и многие другие здания в разных местах Англии.
Наиболее характерные постройки «в стиле королевы Анны»: здание библиотеки в Тринити-колледж в Кембридже (1676—1684) и комплекс зданий Морского госпиталя в Гринвиче (1696—1702; проект К. Рена, строительство Николаса Хоксмура).

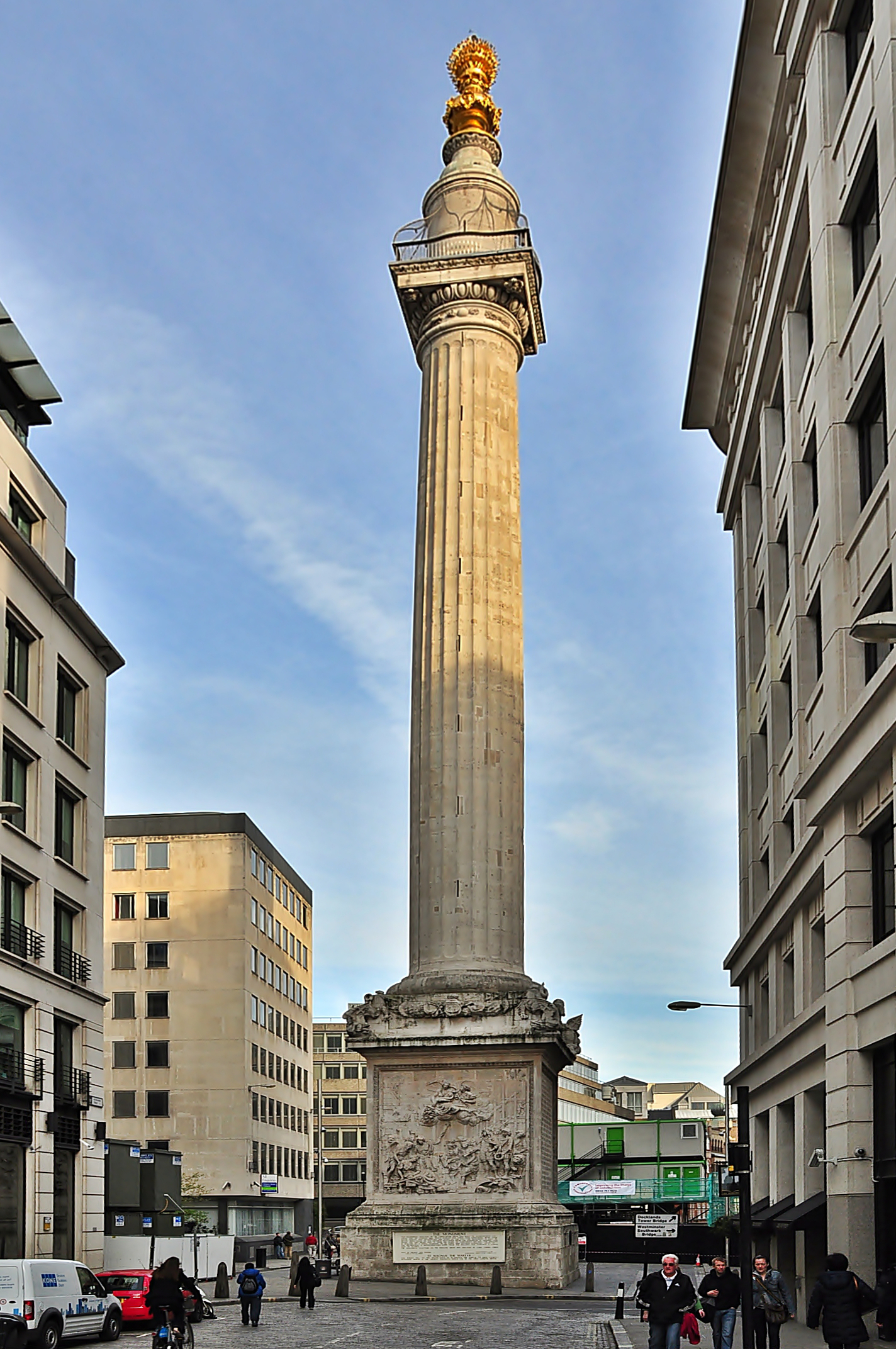
Монумент в память Великого лондонского пожара. 1671–1677. Лондон
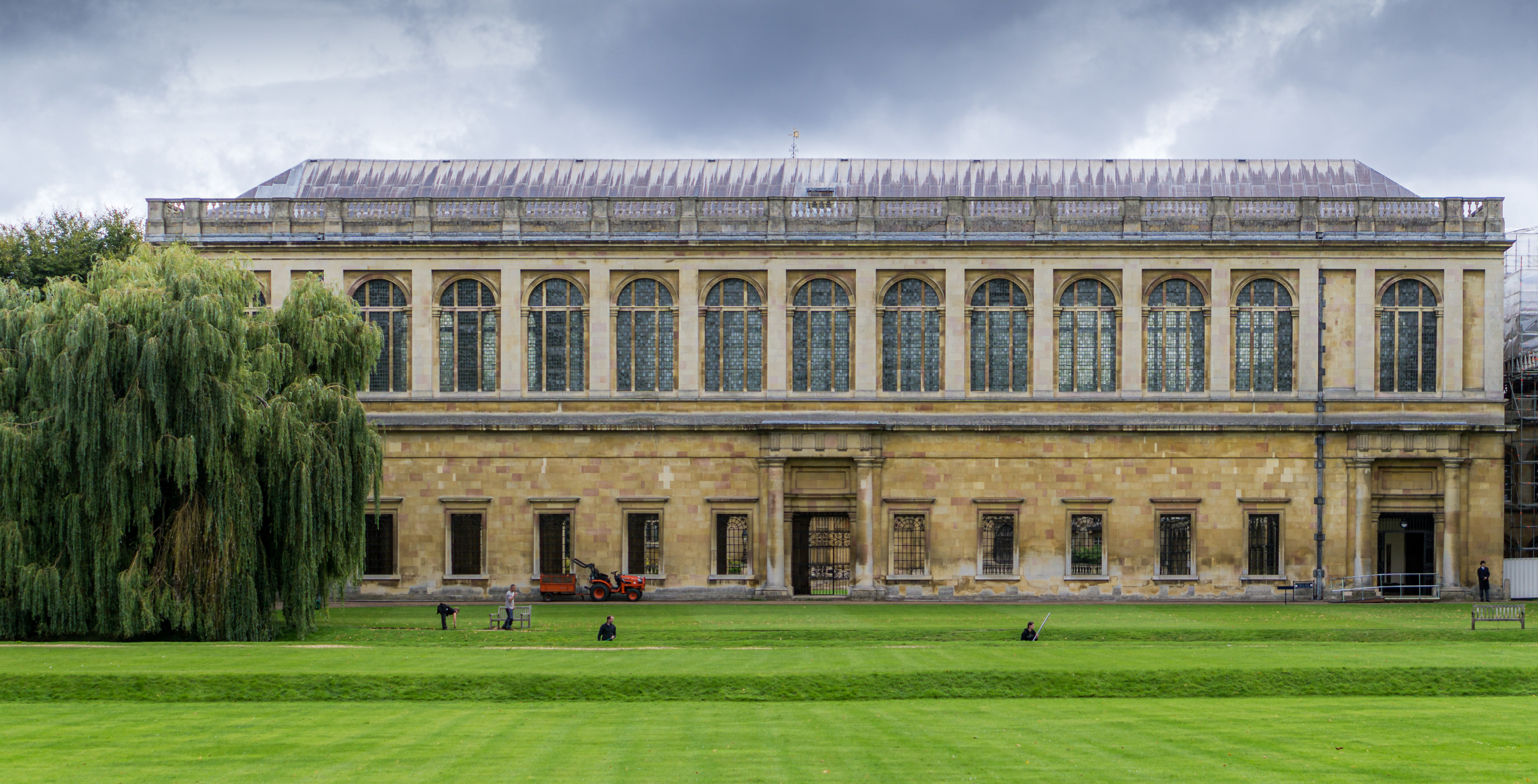
Библиотека Рена. Тринити-колледж, Кембридж. 1676—1695
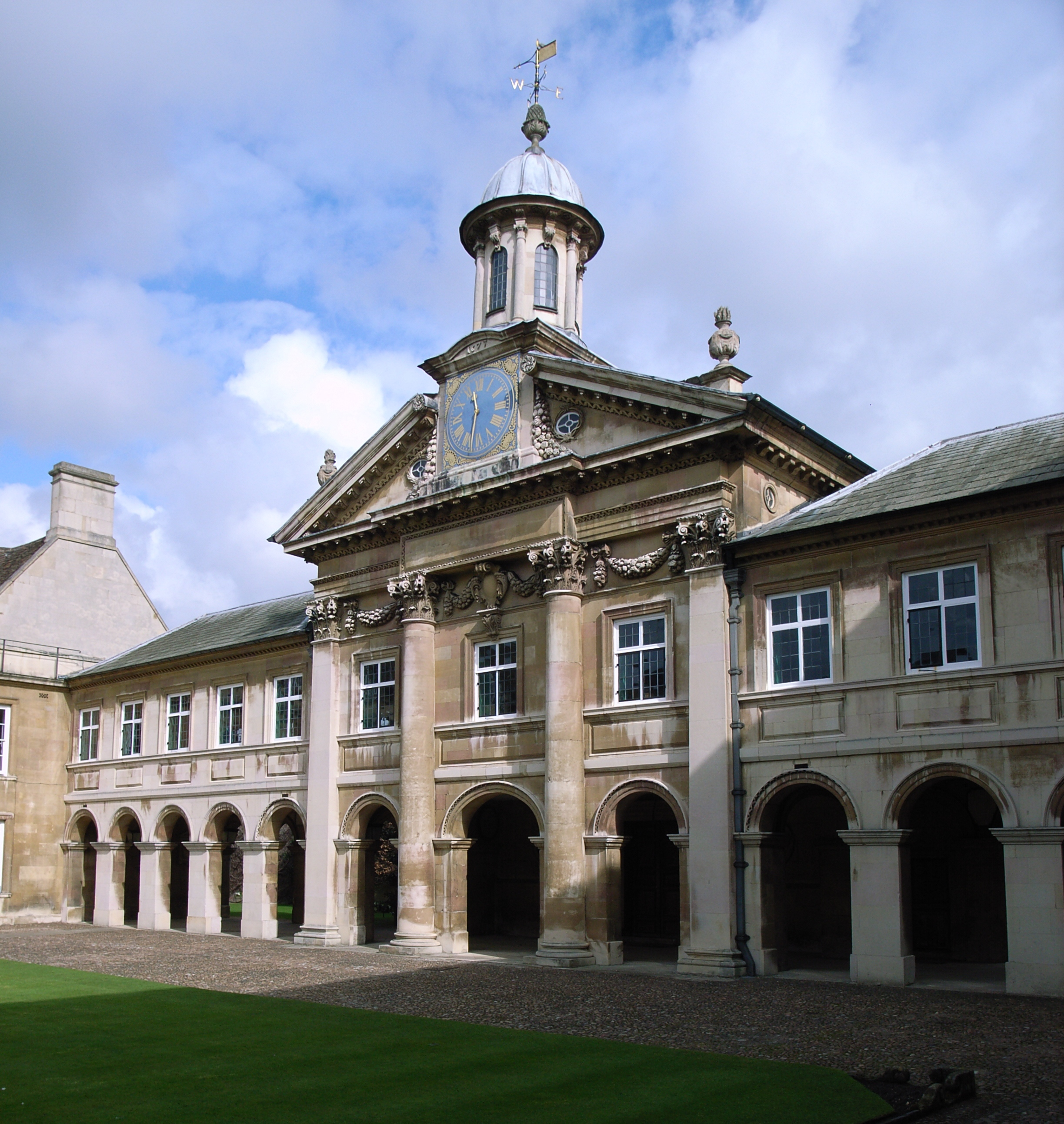
Капелла Эммануэль-колледжа, Кембридж. 1663
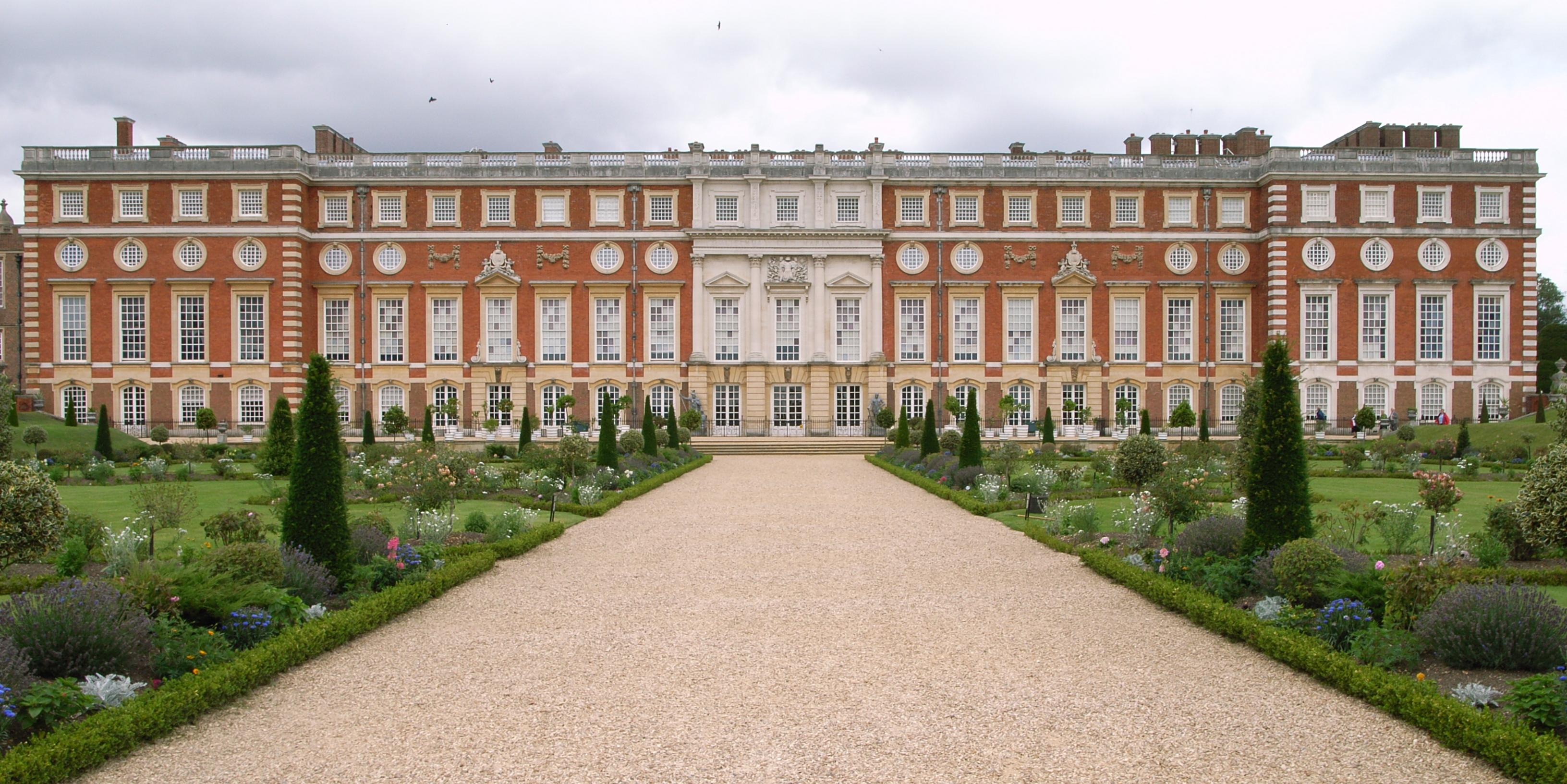
Хэмптон-Корт. Новый корпус. Южный фасад. 1689—1702
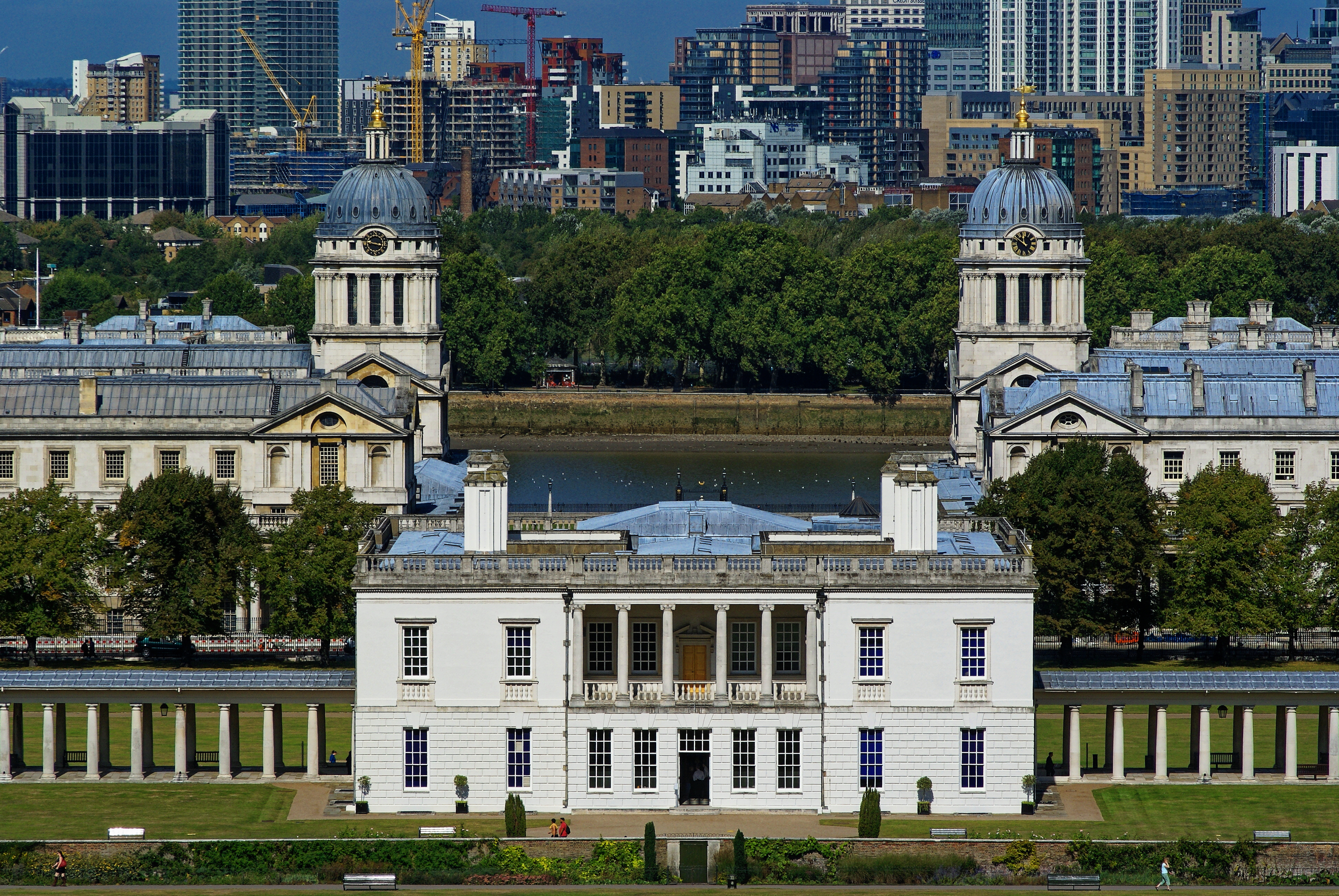
Гринвич-парк. Вид на Корпус королевы Анны. 1617
Морской госпиталь в Гринвиче. Корпус королевы Анны

## Память о Рене
- В честь Кристофера Рена назван кратер на Меркурии.
- В начале XX века реновский классицизм вновь вошёл в моду и стал официальным архитектурным стилем Британской империи.
- Портрет Рена был размещён на английской банкноте в 50 фунтов выпуска 1981—1993 годов[20].